# Davidiellaceae
Famille
Les Davidiellaceae (synonyme : Cladosporiaceae) sont une famille de champignons de la classe des Dothideomycetes, qui compte de nombreuses espèces pathogènes des plantes.

## Liste des genres
Selon Catalogue of Life (24 novembre 2014) :
- genre Davidiella
- genre Graphiopsis
- genre Hoornsmania

## Liste des genres et espèces
Selon NCBI (24 novembre 2014) :
- genre Cladosporium
  - Cladosporium acalyphae
  - Cladosporium adianticola
  - Cladosporium allicinum
  - Cladosporium allii
  - Cladosporium allii-cepae
  - Cladosporium allii-porri
  - Cladosporium angustisporum
  - Cladosporium antarcticum
  - Cladosporium aphidis
  - Cladosporium arthropodii
  - Cladosporium asperulatum
  - Cladosporium australiense
  - Cladosporium basi-inflatum
  - Cladosporium breviramosum
  - Cladosporium bruhnei
  - Cladosporium chalastosporoides
  - Cladosporium chubutense
  - Cladosporium cladosporioides
  - Cladosporium colocasia
  - Cladosporium colocasiae
  - Cladosporium colombiae
  - Cladosporium coralloides
  - Cladosporium CPK3485
  - Cladosporium cucumerinum
  - Cladosporium cycadicola
  - Cladosporium delicatulum
  - Cladosporium dominicanum
  - Cladosporium echinulatum
  - Cladosporium effusum
  - Cladosporium exasperatum
  - Cladosporium exile
  - Cladosporium flabelliforme
  - Cladosporium funiculosum
  - Cladosporium fusiforme
  - Cladosporium gamsianum
  - Cladosporium globisporum
  - Cladosporium gossypiicola
  - Cladosporium grevilleae
  - Cladosporium halotolerans
  - Cladosporium herbaroides
  - Cladosporium herbarum
  - Cladosporium hillianum
  - Cladosporium inversicolor
  - Cladosporium iranicum
  - Cladosporium iridis
  - Cladosporium langeronii
  - Cladosporium laxicapitulatum
  - Cladosporium licheniphilum
  - Cladosporium lignicola
  - Cladosporium lycoperdinum
  - Cladosporium macrocarpum
  - Cladosporium magnusianum
  - Cladosporium minusculum
  - Cladosporium multigeniculatum
  - Cladosporium myrtacearum
  - Cladosporium nigrellum
  - Cladosporium oryzae
  - Cladosporium ossifragi
  - Cladosporium oxysporum
  - Cladosporium paracladosporioides
  - Cladosporium perangustum
  - Cladosporium phaenocomae
  - Cladosporium phlei
  - Cladosporium phyllactiniicola
  - Cladosporium phyllophilum
  - Cladosporium pini-ponderosae
  - Cladosporium porophorum
  - Cladosporium pseudiridis
  - Cladosporium pseudocladosporioides
  - Cladosporium psychrotolerans
  - Cladosporium ramotenellum
  - Cladosporium rectoides
  - Cladosporium salinae
  - Cladosporium scabrellum
  - Cladosporium silenes
  - Cladosporium sinuosum
  - Cladosporium soldanellae
  - Cladosporium sphaerospermum
  - Cladosporium spinulosum
  - Cladosporium subinflatum
  - Cladosporium subtilissimum
  - Cladosporium subuliforme
  - Cladosporium tenellum
  - Cladosporium tenuissimum
  - Cladosporium uniseptosporum
  - Cladosporium uredinicola
  - Cladosporium variabile
  - Cladosporium varians
  - Cladosporium velox
  - Cladosporium verrucocladosporioides
  - Cladosporium vignae
  - Cladosporium xylophilum
- genre Davidiella
- genre Graphiopsis
  - Graphiopsis chlorocephala
- genre Rachicladosporium
  - Rachicladosporium alpinum
  - Rachicladosporium americanum
  - Rachicladosporium antarcticum
  - Rachicladosporium cboliae
  - Rachicladosporium inconspicuum
  - Rachicladosporium luculiae
  - Rachicladosporium mcmurdoii
  - Rachicladosporium monterosium
  - Rachicladosporium pini
- genre Toxicocladosporium
  - Toxicocladosporium banksiae
  - Toxicocladosporium chlamydosporum
  - Toxicocladosporium ficiniae
  - Toxicocladosporium irritans
  - Toxicocladosporium leucadendri
  - Toxicocladosporium pini
  - Toxicocladosporium posoqueriae
  - Toxicocladosporium protearum
  - Toxicocladosporium pseudoveloxum
  - Toxicocladosporium rubrigenum
  - Toxicocladosporium strelitziae
  - Toxicocladosporium veloxum
- genre Verrucocladosporium
  - Verrucocladosporium dirinae